# Turuvekere
Turuvekere är en ort i Indien.   Den ligger i distriktet Tumkur och delstaten Karnataka, i den södra delen av landet, 1 700 km söder om huvudstaden New Delhi. Turuvekere ligger 808 meter över havet och antalet invånare är 14 115.
Terrängen runt Turuvekere är platt. Runt Turuvekere är det tätbefolkat, med 266 invånare per kvadratkilometer. Det finns inga andra samhällen i närheten. Omgivningarna runt Turuvekere är en mosaik av jordbruksmark och naturlig växtlighet.